# Skewb Ultimate

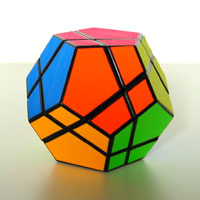
Skewb Ultimate resuelto.

El Skewb Ultimate, también conocido como Decaminx, fue inicialmente comercializado como Pyraminx Ball. Es un rompecabezas de 12 caras derivado del Skewb y fue inventado por Uwe Mèffert. El rompecabezas tiene dos variantes de colores: una con 12 colores diferentes (uno por cara) y la otra con 6 colores diferentes (los lados opuestos tienen el mismo color).

## Descripción
El Skewb Ultimate tiene forma de un dodecaedro regular, al igual que el rompecabezas Megaminx, pero cortado de diferente manera. Cada cara está cortada en 4 partes, dos de las cuales son iguales. Cada corte bisecta al dodecaedro, por lo que el rompecabezas consta de 14 piezas: 8 piezas chicas en las esquinas y 6 piezas de mayor tamaño que corresponden a aristas.